# マレク・ハムシーク
- マレク・ハムシク

マレク・ハムシーク（Marek Hamšík，1987年7月27日 - ）は、スロバキア・バンスカー・ビストリツァ出身の元サッカー選手。元スロバキア代表。現役時代のポジションはミッドフィールダー。
SSCナポリでは12年にわたり在籍し、クラブの最多出場記録および当時のクラブ最多得点記録を更新。キャプテンを務めた模範的な人間性からもファンに愛され、ナポリの象徴、バンディエラと称された。
スロバキア代表では2007年2月のデビューから2022年11月に代表引退するまで、共に同国歴代最多となる136試合出場26得点を記録し、スロバキア代表初のFIFAワールドカップ（2010）、UEFA欧州選手権（2016）出場と、両大会でのベスト16進出に貢献した。

## クラブ経歴
バンスカー・ビストリツァで生まれ育ったが、地元の有名なクラブであるFKデュクラ・バンスカー・ビストリツァではなくユピエ・ポドラヴィツェという小さなクラブでサッカーを学んだ。2002年にŠKスロヴァン・ブラチスラヴァの下部組織に移籍すると2004年に17歳でトップチームでデビューを果たし6試合で1得点を決めた。
同年、イタリア・セリエAのブレシア・カルチョへ移籍すると2005年3月のキエーヴォ・ヴェローナ戦でリーグ戦デビュー。これは17歳と237日の時の記録だった。ブレシアは2004-05シーズンに19位となったためセリエBに降格したが、ハムシークは出場機会が増し、2006-07シーズンには40試合で10得点を記録した。
2007年6月28日、SSCナポリへ移籍。5年契約で移籍金は550万ユーロ。同年9月16日のUCサンプドリア戦で初得点を決めると2007-08シーズンにはエセキエル・ラベッシやマルセロ・サラジェタといったFWがいるにも関わらずチーム最多得点の9点を叩き出し、2008年にはイタリア人以外で初めて若手サッカー選手賞を受賞した。
2012年5月20日、コッパ・イタリア決勝で2011-12シーズンのセリエAで23勝15分の無敗優勝を達成していたユヴェントスと対戦。ハムシクも試合終盤に追加点を挙げ、ナポリは1987年以来25年ぶりとなるコッパ・イタリア優勝を果たした。
2016年1月6日トリノ戦でセリエA300試合出場を達成。4月にナポリとの契約を4年間延長した。9月24日に行われたキエーヴォ戦では、クラブ通算100ゴール目を挙げ、試合も2-0の勝利を飾った。
2017年12月のサンプドリア戦でゴールを決めナポリでの通算得点を116とし、ディエゴ・マラドーナを凌ぎクラブ歴代最多得点者となった。尚、このクラブ記録は2019-20シーズンにドリース・メルテンスが更新している。
2018-19シーズンのセリエA第5節トリノ戦でセリエA400試合出場を達成した。2018年11月6日のUEFAチャンピオンズリーグ第4節のPSG戦でナポリでの公式戦通算出場を512試合とし、ジュゼッペ・ブルスコロッティを抜きクラブ史上最多となった。
ハムシクはクラブを去るまでのおよそ11年半の在籍でクラブ歴代最多の公式戦通算520試合に出場。メルテンス、ロレンツォ・インシーニェに次ぐクラブ歴代3位となる121ゴールをマークし、アシストはクラブ最多となる通算103アシストを記録した。
2019年2月14日、大連一方足球倶楽部へ移籍することが発表された。
2021年3月8日、IFKヨーテボリと契約した。
2021年6月29日、スュペル・リグのトラブゾンスポルと正式契約を発表。
2023年6月1日、自身のInstagramでシーズン終了後に現役を引退することを発表。このシーズンのスュペル・クパタイトルをチームにもたらして19年間のプロ生活に別れを告げた。

## 代表経歴
スロバキア代表としてはU-17、U-19、U-21といった各年代の代表チームを経験した後、2007年2月7日のポーランドとの親善試合でデビュー。同年10月17日のサンマリノ戦で代表初得点を挙げた。
スロバキア代表に定着すると中盤の攻撃的なポジションを務め、2010 FIFAワールドカップでは無得点に終わったがチームのベスト16進出に貢献した。
2017年10月5日、2018 FIFAワールドカップ・予選のスコットランド代表戦にて先発出場したことでA代表通算100試合出場を達成した。
2018年10月13日のUEFAネーションズリーグ・チェコ戦で代表通算108試合目の出場となり、ミロスラフ・カルハンを抜きスロバキア代表歴代最多となった。
2022年5月にスロバキア代表からの引退を宣言し、11月20日に行われたチリ代表との親善試合をもって代表を退いた。

## プレースタイル・評価
テクニック、豊富な運動量、視野の広さ、得点力を兼ね備えた完成度の高いミッドフィールダー。
元チェコ代表のパベル・ネドベドはハムシークの実力を高く評価しており、「私の現役時代と同じように彼には試合の重要な局面でゴールを決める決定力がある」、「マレクには全てが揃っている。私よりも優れているし、今後も活躍できると確信している」と評している。2013年2月4日付けのニュースでは、ヨーロッパのリーグでアンドレス・イニエスタの持つMFでの得点＋アシスト記録（1つのチームに在籍した総合成績）を追い抜きレコード記録を作り、ヨーロッパNo.1の称号を手にした。

## 人物

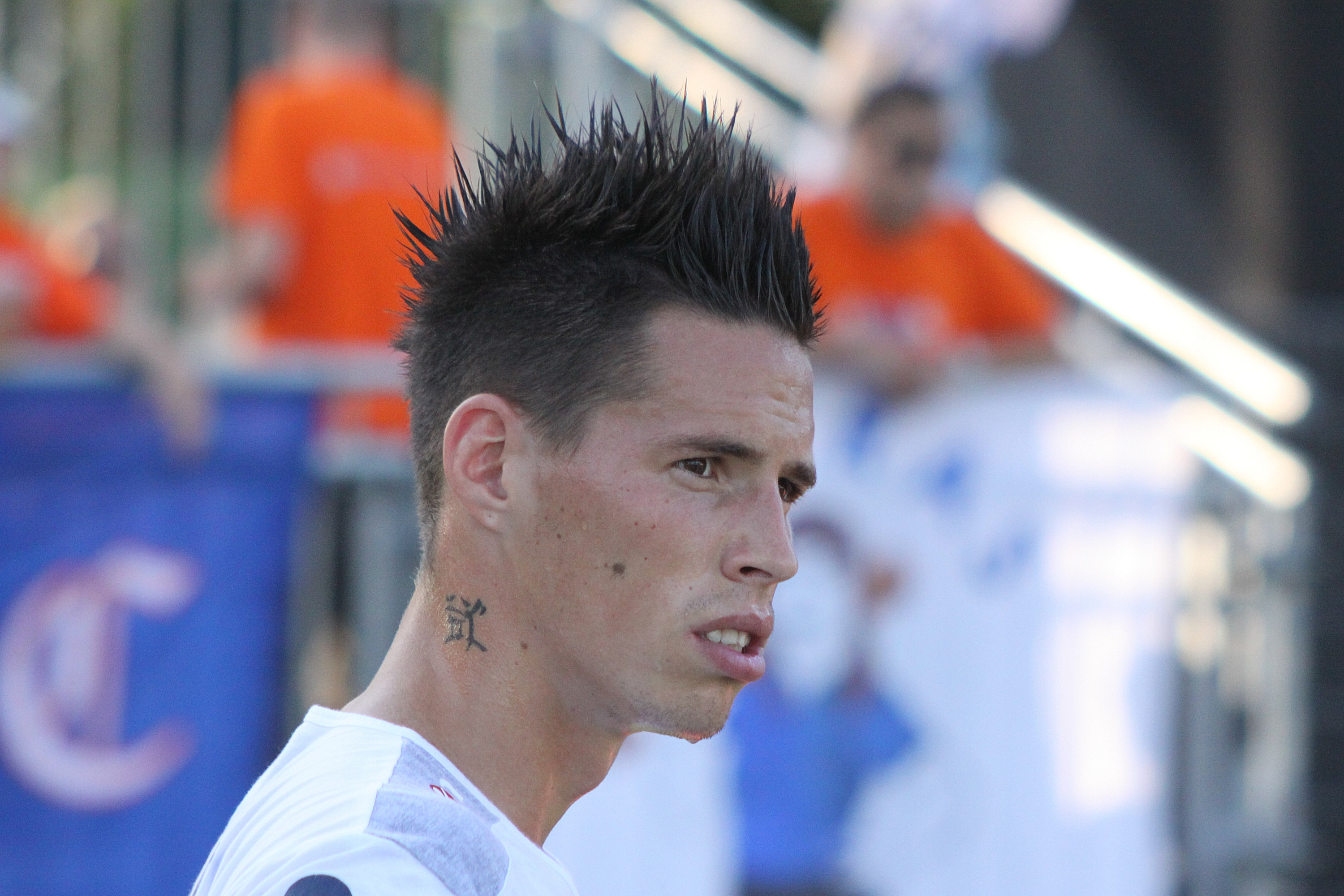
側頭部を刈り上げていなかった頃の髪型（2009年）

- その風貌とは裏腹の常識人であり[3]、ピッチ内外での模範的な行動からナポリのファンに愛された[1][3]。ハムシーク自身もナポリへの愛をたびたび語っており、ACミランやボルシア・ドルトムントへの移籍が近づいても最終的にはナポリへ残留した[24][25]。ハムシークの代理人は選手を頻繁に移籍させる方針をとっており剛腕として知られるミノ・ライオラであったが、ナポリへの残留を希望するハムシークと対立し代理人契約を解除した[26][27]。

- ロベルト・バッジョへ憧れていることを公言しており、ブレシアへの移籍もバッジョの影響だったと言われる[7]。

- トレードマークであるモヒカンヘアは10歳の頃から続けており、2010 FIFAワールドカップへの出場を決めた際にチームメイトとの約束で丸刈りとして以降は、側頭部も刈り上げた完全なモヒカンスタイルにもするようになった[28]。ハムシーク自身もこのヘアースタイルをトレードマークと考えており、サッカー選手として現役を続ける間は髪型を変えないと話している[25]。

## 個人成績
出典: マレク・ハムシーク - Soccerwayによる個人成績
| クラブ                     | シーズン       | リーグ             | リーグ戦 | リーグ戦 | カップ戦 | カップ戦 | 国際大会 | 国際大会 | その他 | その他 | 期間通算 | 期間通算 |
| クラブ                     | シーズン       | リーグ             | 出場     | 得点     | 出場     | 得点     | 出場     | 得点     | 出場   | 得点   | 出場     | 得点     |
| -------------------------- | -------------- | ------------------ | -------- | -------- | -------- | -------- | -------- | -------- | ------ | ------ | -------- | -------- |
| スロヴァン・ブラチスラヴァ | 2004           | ツォルゴン         | 6        | 1        | 0        | 0        | -        | -        | -      | -      | 6        | 1        |
| スロヴァン・ブラチスラヴァ | クラブ通算     | クラブ通算         | 6        | 1        | 0        | 0        | -        | -        | -      | -      | 6        | 1        |
| ブレシア                   | 2004-05        | セリエA            | 1        | 0        | 0        | 0        | -        | -        | -      | -      | 1        | 0        |
| ブレシア                   | 2005-06        | セリエB            | 24       | 0        | 4        | 1        | -        | -        | -      | -      | 28       | 1        |
| ブレシア                   | 2006-07        | セリエB            | 40       | 10       | 5        | 1        | -        | -        | -      | -      | 45       | 11       |
| ブレシア                   | クラブ通算     | クラブ通算         | 65       | 10       | 9        | 2        | -        | -        | -      | -      | 74       | 12       |
| SSCナポリ                  | 2007-08        | セリエA            | 37       | 9        | 3        | 1        | -        | -        | -      | -      | 40       | 10       |
| SSCナポリ                  | 2008-09        | セリエA            | 32       | 9        | 2        | 1        | 6        | 2        | -      | -      | 40       | 12       |
| SSCナポリ                  | 2009-10        | セリエA            | 37       | 12       | 2        | 0        | -        | -        | -      | -      | 39       | 12       |
| SSCナポリ                  | 2010-11        | セリエA            | 37       | 11       | 2        | 0        | 10       | 2        | -      | -      | 49       | 13       |
| SSCナポリ                  | 2011-12        | セリエA            | 37       | 9        | 5        | 1        | 8        | 2        | -      | -      | 50       | 12       |
| SSCナポリ                  | 2012-13        | セリエA            | 38       | 11       | 1        | 0        | 4        | 0        | 1      | 0      | 44       | 11       |
| SSCナポリ                  | 2013-14        | セリエA            | 28       | 7        | 5        | 0        | 8        | 0        | -      | -      | 41       | 7        |
| SSCナポリ                  | 2014-15        | セリエA            | 35       | 7        | 4        | 1        | 14       | 5        | 1      | 0      | 54       | 13       |
| SSCナポリ                  | 2015-16        | セリエA            | 38       | 6        | 2        | 0        | 6        | 2        | -      | -      | 46       | 8        |
| SSCナポリ                  | 2016-17        | セリエA            | 38       | 12       | 3        | 1        | 8        | 2        | -      | -      | 49       | 15       |
| SSCナポリ                  | 2017-18        | セリエA            | 38       | 7        | 1        | 0        | 10       | 0        | -      | -      | 49       | 7        |
| SSCナポリ                  | 2018-19        | セリエA            | 13       | 0        | 0        | 0        | 6        | 1        | -      | -      | 19       | 1        |
| SSCナポリ                  | クラブ通算     | クラブ通算         | 408      | 100      | 30       | 5        | 80       | 16       | 2      | 0      | 520      | 121      |
| 大連一方                   | 2019           | 中国超級           | 28       | 2        | 3        | 1        | -        | -        | -      | -      | 31       | 3        |
| 大連一方                   | 2020           | 中国超級           | 14       | 2        | 0        | 0        | -        | -        | -      | -      | 14       | 2        |
| 大連一方                   | クラブ通算     | クラブ通算         | 42       | 4        | 3        | 1        | -        | -        | -      | -      | 45       | 5        |
| IFKヨーテボリ              | 2021           | アルスヴェンスカン | 6        | 1        | -        | -        | -        | -        | -      | -      | 6        | 1        |
| IFKヨーテボリ              | クラブ通算     | クラブ通算         | 6        | 1        | -        | -        | -        | -        | -      | -      | 6        | 1        |
| トラブゾンスポル           | 2021-22        | スュペル・リグ     | 26       | 2        | 2        | 0        | 4        | 0        | -      | -      | 32       | 2        |
| トラブゾンスポル           | 2022-23        | スュペル・リグ     | 23       | 3        | 3        | 0        | 6        | 1        | 1      | 0      | 33       | 4        |
| トラブゾンスポル           | クラブ通算     | クラブ通算         | 49       | 5        | 5        | 0        | 10       | 1        | 1      | 0      | 65       | 6        |
| キャリア総通算             | キャリア総通算 | キャリア総通算     | 576      | 121      | 47       | 8        | 90       | 17       | 3      | 0      | 716      | 146      |

1. 1 2  スーペルコッパ・イタリアーナ
2. ↑  スュペル・クパ（英語版）

## 代表歴

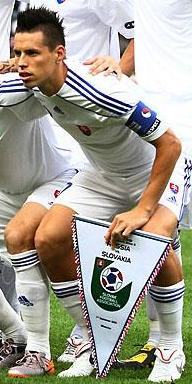
スロバキア代表で主将を務めるハムシーク（2010年）

### 出場大会
- スロバキア代表
  - 2010 FIFAワールドカップ

### 試合数
- 国際Aマッチ 138試合 26得点（2007年-）[29]

| スロバキア代表 | 国際Aマッチ | 国際Aマッチ |
| 年             | 出場        | 得点        |
| -------------- | ----------- | ----------- |
| 2007           | 9           | 2           |
| 2008           | 9           | 3           |
| 2009           | 11          | 3           |
| 2010           | 13          | 0           |
| 2011           | 9           | 0           |
| 2012           | 9           | 2           |
| 2013           | 8           | 1           |
| 2014           | 7           | 3           |
| 2015           | 8           | 3           |
| 2016           | 12          | 3           |
| 2017           | 8           | 1           |
| 2018           | 8           | 1           |
| 2019           | 9           | 3           |
| 2020           | 6           | 1           |
| 2021           | 9           | 0           |
| 2022           | 1           | 0           |
| 2023           | 2           | 0           |
| 通算           | 138         | 26          |

### 得点
| #   | 開催日         | 開催地           | 対戦国                   | スコア | 結果 | 大会                          |
| --- | -------------- | ---------------- | ------------------------ | ------ | ---- | ----------------------------- |
| 1.  | 2007年10月13日 | ドゥブニカ       | サンマリノ               | 1–0    | 7–0  | UEFA EURO 2008予選            |
| 2.  | 2007年11月21日 | セラヴァッレ     | サンマリノ               | 0–3    | 0–5  | UEFA EURO 2008予選            |
| 3.  | 2008年9月6日   | ブラチスラバ     | 北アイルランド           | 2–0    | 2–1  | 2010 FIFAワールドカップ予選   |
| 4.  | 2008年11月19日 | ジリナ           | リヒテンシュタイン       | 1–0    | 4–0  | 親善試合                      |
| 5.  | 2008年11月19日 | ジリナ           | リヒテンシュタイン       | 2–0    | 4–0  | 親善試合                      |
| 6.  | 2009年2月10日  | リマソール       | ウクライナ               | 2–0    | 2–3  | 親善試合                      |
| 7.  | 2009年9月5日   | ブラチスラバ     | チェコ                   | 2–1    | 2–2  | 2010 FIFAワールドカップ予選   |
| 8.  | 2009年11月14日 | ブラチスラバ     | アメリカ合衆国           | 1–0    | 1–0  | 親善試合                      |
| 9.  | 2012年8月15日  | オーデンセ       | デンマーク               | 1–2    | 1–3  | 親善試合                      |
| 10. | 2012年10月12日 | ブラチスラバ     | ラトビア                 | 1–0    | 2–1  | 2014 FIFAワールドカップ予選   |
| 11. | 2013年9月10日  | ジリナ           | ボスニア・ヘルツェゴビナ | 1–0    | 1–2  | 2014 FIFAワールドカップ予選   |
| 12. | 2014年10月12日 | ボリソフ         | ベラルーシ               | 0–1    | 1–3  | UEFA EURO 2016予選            |
| 13. | 2014年10月12日 | ボリソフ         | ベラルーシ               | 1–2    | 1–3  | UEFA EURO 2016予選            |
| 14. | 2014年11月18日 | ジリナ           | フィンランド             | 2–0    | 2–1  | 親善試合                      |
| 15. | 2015年6月14日  | ジリナ           | 北マケドニア             | 2–0    | 2–1  | UEFA EURO 2016予選            |
| 16. | 2015年10月12日 | ルクセンブルク市 | ルクセンブルク           | 0–1    | 2–4  | UEFA EURO 2016予選            |
| 17. | 2015年10月12日 | ルクセンブルク市 | ルクセンブルク           | 2–4    | 2–4  | UEFA EURO 2016予選            |
| 18. | 2016年5月29日  | アウクスブルク   | ドイツ                   | 1–1    | 1–3  | 親善試合                      |
| 19. | 2016年6月15日  | リール           | ロシア                   | 0–2    | 1–2  | UEFA EURO 2016                |
| 20. | 2016年11月11日 | トルナヴァ       | リトアニア               | 4–0    | 4–0  | 2018 FIFAワールドカップ予選   |
| 21. | 2017年6月10日  | ヴィリニュス     | リトアニア               | 0–2    | 1–2  | 2018 FIFAワールドカップ予選   |
| 22. | 2018年10月13日 | トルナヴァ       | チェコ                   | 1–1    | 1–2  | UEFAネーションズリーグ2018-19 |
| 23. | 2019年6月11日  | バクー           | アゼルバイジャン         | 1–3    | 1–5  | UEFA EURO 2020予選            |
| 24. | 2019年6月11日  | バクー           | アゼルバイジャン         | 1–4    | 1–5  | UEFA EURO 2020予選            |
| 25. | 2019年11月19日 | トルナヴァ       | アゼルバイジャン         | 2–0    | 2–0  | UEFA EURO 2020予選            |
| 26. | 2020年10月14日 | トルナヴァ       | イスラエル               | 1–0    | 2–3  | UEFAネーションズリーグ2020-21 |

## タイトル

### クラブ
ナポリ
- コッパ・イタリア：2011-12, 2013-14
- スーペルコッパ・イタリアーナ：2014

トラブゾンスポル
- スュペル・リグ : 2021-22
- スュペル・クパ（英語版） : 2022-23

### 個人
- セリエA・若手サッカー選手賞：2008
- スロバキア年間最優秀選手賞：2009, 2010[30], 2013, 2014[31], 2015, 2016, 2017, 2018
- セリエAチーム・オブ・ザ・イヤー：2010-11, 2015-16, 2016-17
- UEFAヨーロッパリーグ スカッド・オブ・ザ・シーズン：2014-15
- スュペル・リグ・最優秀外国人選手 : 2021-22